# Sooreh Hera
Sooreh Hera (Teheran, 1973) is het pseudoniem van een Nederlandse kunstenares van Iraanse afkomst. Ze studeerde vormgeving aan de Academie voor Kunst en Architectuur in Teheran. In 2000 vestigde Hera zich in Nederland om verder te studeren aan de Koninklijke Academie van Beeldende Kunsten in Den Haag.
Eind 2007 kwam Sooreh Hera in het nieuws doordat van haar fotoserie getiteld Adam en Ewald, zevendedagsgeliefden (bedoeld te worden geëxposeerd op de tentoonstelling 7-up in het Gemeentemuseum Den Haag, met werk van pas afgestudeerde kunstenaars) een deel werd uitgezonderd van de tentoonstelling. De desbetreffende foto's waarop homoseksuele moslims maskers dragen van Mohammed en zijn schoonzoon Ali, zouden volgens museumdirecteur Wim van Krimpen 'te veel reacties' uitlokken doordat ze beledigend konden zijn voor moslims. Hierop schreef Sooreh Hera een openbare brief aan minister van cultuur Ronald Plasterk met als ondertitel Wilt u minister zijn van een land waar een kunstenaar wegens zijn werk moet onderduiken?. Daarnaast trok ze haar werk uit de expositie terug.
In december 2007 werd bekendgemaakt dat MuseumgoudA een tentoonstelling met foto's van Hera zou inrichten, waarbij ook voor de omstreden foto's plaats zou worden ingeruimd. Als begin februari blijkt dat museumdirecteur Ranti Tjan eerst nog gesprekken met haar wil voeren voordat de expositie plaats kan vinden, spreekt de kunstenares wederom van 'censuur'.
Cabaretier Hans Teeuwen heeft Hera wekenlang onderdak verleend toen hij begin 2008 optrad in Londen. Haar nieuwe huis heeft ze via de Nationaal Coördinator Terrorismebestrijding toegewezen gekregen, mede dankzij inspanningen van Afshin Ellian.